# 아버지와 나
《아버지와 나》는 2016년 6월 2일부터2016년 8월 4일까지 tvN에서 방송된 프로그램이다.

## 출연자
- 남희석
- 추성훈
- 김정훈
- 윤박
- 에릭 남
- 로이 킴
- 바비

## 시청률
| 회차 | 방송일자        | AGB 닐슨 시청률 | TNmS 시청률 |
| ---- | --------------- | --------------- | ----------- |
| 1화  | 2016년 6월 2일  | 1.684%          | 1.3%        |
| 2화  | 2016년 6월 9일  | 1.589%          | 1.2%        |
| 3화  | 2016년 6월 16일 | 1.591%          | 1.1%        |
| 4화  | 2016년 6월 23일 | 1.266%          | 1.2%        |
| 5화  | 2016년 6월 30일 | 1.090%          | 1.2%        |
| 6화  | 2016년 7월 7일  | 1.327%          | 0.9%        |
| 7화  | 2016년 7월 14일 | 0.996%          | 1.0%        |
| 8화  | 2016년 7월 21일 | 1.078%          | 0.9%        |
| 9화  | 2016년 7월 28일 | 0.748%          | 1.0%        |
| 10화 | 2016년 8월 4일  | 0.873%          | 1.1%        |